# Claudia Riegler (Snowboarderin)
Claudia Riegler (* 7. Juli 1973 in Wien) ist eine österreichische Snowboarderin. Von 1994 bis heute erreichte sie im Snowboard-Weltcup insgesamt 26 Podestplatzierungen und sechs Siege.

## Werdegang

### Weltcupdebüt und erste Erfolge
Riegler, die für den USC Flachau startet, gab ihr internationales Debüt im Rahmen des Snowboard-Weltcup am 24. November 1994 in Zell am See. Dabei gelang ihr mit Rang 14 im Parallelslalom und zwei Tage später mit Rang 16 im Riesenslalom auf Anhieb der Sprung unter die besten zwanzig. Februar 1995 und Januar 1996 startete sie bei FIS-Rennen in Österreich und Italien und überzeugte dabei mit überwiegend guten Top-10-Platzierungen. Zurück im Weltcup erreichte sie auf Anhieb ebenfalls gute Platzierungen unter den besten zehn. Am Ende der Saison 1995/96 lag Riegler auf dem 25. Platz der Weltcup-Gesamtwertung.
Im Februar und März 1996 startete Riegler erneut bei FIS-Rennen. In Bad Gastein, Schliersee und Innerkrems stand sie dabei bei allen Wettbewerben auf dem Podium. Zu Beginn der Saison 1996/97 konnte sie erneut gut starten mit einem siebenten Rang in Zell am See. Trotz dieses guten Resultats wechselte sie erneut in die unterklassigen FIS-Rennen wo sie bis Januar 1997 aktiv war. Zurück im Weltcup konnte sie sich durch gute Punkteplatzierungen für die Snowboard-Weltmeisterschaft 1997 in Innichen qualifizieren. Dort erreichte sie nach einem siebenten Rang im Slalom, die Plätze 12 im Parallelslalom und 18 im Snowboardcross. Trotz auch in Folge schwankender Leistungen lag Riegler am Ende der Saison 1996/97 auf dem achten Platz der Weltcup-Gesamtwertung. In der Snowboardcross-Disziplinenwertung lag sie gar auf Rang sechs. Ausschlaggebend dafür war ihre erste Weltcup-Podestplatzierung im März beim Snowboardcross in Grächen.
In die Saison 1997/98 fand Riegler nur schwer. Bis Januar 1998 blieb es bei mittelmäßigen Einzelergebnissen. Erst in Lienz erreichte sie wieder einen Rang unter den besten zehn. Sie wechselte anschließend sogar für zwei Rennen in den Snowboard-Continentalcup, kam aber wieder zurück in den Weltcup-Kader. Dabei verpasste sie in Oberstdorf als Vierte nur knapp das Podium. Es blieb ihr bestes Saisonergebnis. Bei den Österreichischen Snowboardmeisterschaften 1998 im März in Bad Gastein gewann Riegler im Slalom Silber, verpasste jedoch im Riesenslalom als Vierte eine Medaille knapp. 
Zur Saison 1998/99 konnte Riegler ihre Leistungen wieder steigern. Einen Weltcup-Sieg konnte sie jedoch auch weiterhin nicht erreichen. Auch bei der Snowboard-Weltmeisterschaft 1999 in Berchtesgaden blieb sie ohne Medaille. Am Ende der Saison lag sie auf dem 11. Platz der Weltcup-Gesamtwertung. 

### Erste Weltcupsiege
Nach anfänglichen Schwierigkeiten zu Beginn der Saison 1999/2000 gelang es Riegler am 12. März 2000 in Innichen erstmals, einen Weltcup-Bewerb zu gewinnen. Bei den Österreichischen Meisterschaften 2000 in Radstadt gewann sie im Riesenslalom und im Snowboardcross die Bronzemedaille. 
Bei der Snowboard-Weltmeisterschaft 2001 in Madonna di Campiglio schied sie nach einem 18. Platz im Riesenslalom im späteren Parallelslalom aus und wurde auch im Snowboardcross nur Elfte. Zum Saisonende gelang ihr in Ruka zum zweiten Mal in ihrer Karriere der Sieg im Snowboardcross. Auch bei den Österreichischen Meisterschaften konnte sich Riegler erstmals durchsetzen und gewann in Radstadt den Titel im Parallelriesenslalom. 
Nachdem der Auftakt zum Weltcup 2001/02 eher wechselhaft für Riegler verlaufen war, startete sie bei den Olympischen Winterspielen 2002 in Salt Lake City im Parallelriesenslalom und fuhr am Ende auf den 28. Platz. Kurz darauf gewann sie bei den Österreichischen Meisterschaften 2002 in Bad Kleinkirchheim den Titel im Parallelslalom. In gleicher Disziplin stand sie gegen Ende der Saison in Ruka erneut ganz oben auf dem Podest.

### Europacup und Rückkehr in den Weltcup
Nachdem sie in der Weltcup-Saison 2002/03 erneut keine konstant gute Leistung gezeigt hatte, musste sie auch nach der Snowboard-Weltmeisterschaft 2003 am Kreischberg ohne Medaille nach Hause fahren. Auch in der folgenden Saison blieb sie ohne Erfolg. Lediglich national verteidigte sie ihren Titel im Parallelslalom. In der Saison 2004/05 wechselte sie zwischen Weltcup, Europacup und Nor-Am-Cup, konnte sich aber in keiner der Serien ernsthaft durchsetzen. Bei der Snowboard-Weltmeisterschaft 2005 in Whistler startete sie nur im Parallelriesenslalom und fuhr am Ende auf Rang 15. Zu Beginn der Saison 2005/06 wechselte sie nach schwachen Anfangsleistungen fest in den Europacup-Kader. Dabei gelang ihr ein Sieg in Sankt Petersburg.
Im Oktober 2006 kam Riegler zurück in den Weltcup-Kader. Im Dezember fuhr sie in Bad Gastein als Vierte nur knapp am Podium vorbei. Sie konnte diese Leistungen jedoch nicht konstant halten, überzeugte aber im März mit einem zweiten Platz im kanadischen Stoneham. Im Januar 2008 konnte sie sich erstmals wieder für mehrere Wettbewerbe in der Weltspitze platzieren und stand in La Molina zweimal auf dem Podium. Auch im März 2008 gelang ihr dies in Valmalenco. In die Saison 2008/09 startete Riegler mit einem vierten Platz in Landgraaf. Im Januar stand sie in Kreischberg erneut auf dem Podium. Bei der Snowboard-Weltmeisterschaft 2009 in Gangwon fuhr sie im Parallelslalom sowie im Parallelriesenslalom nur knapp an einer Medaille vorbei, feierte aber gute Top-10-Platzierungen.

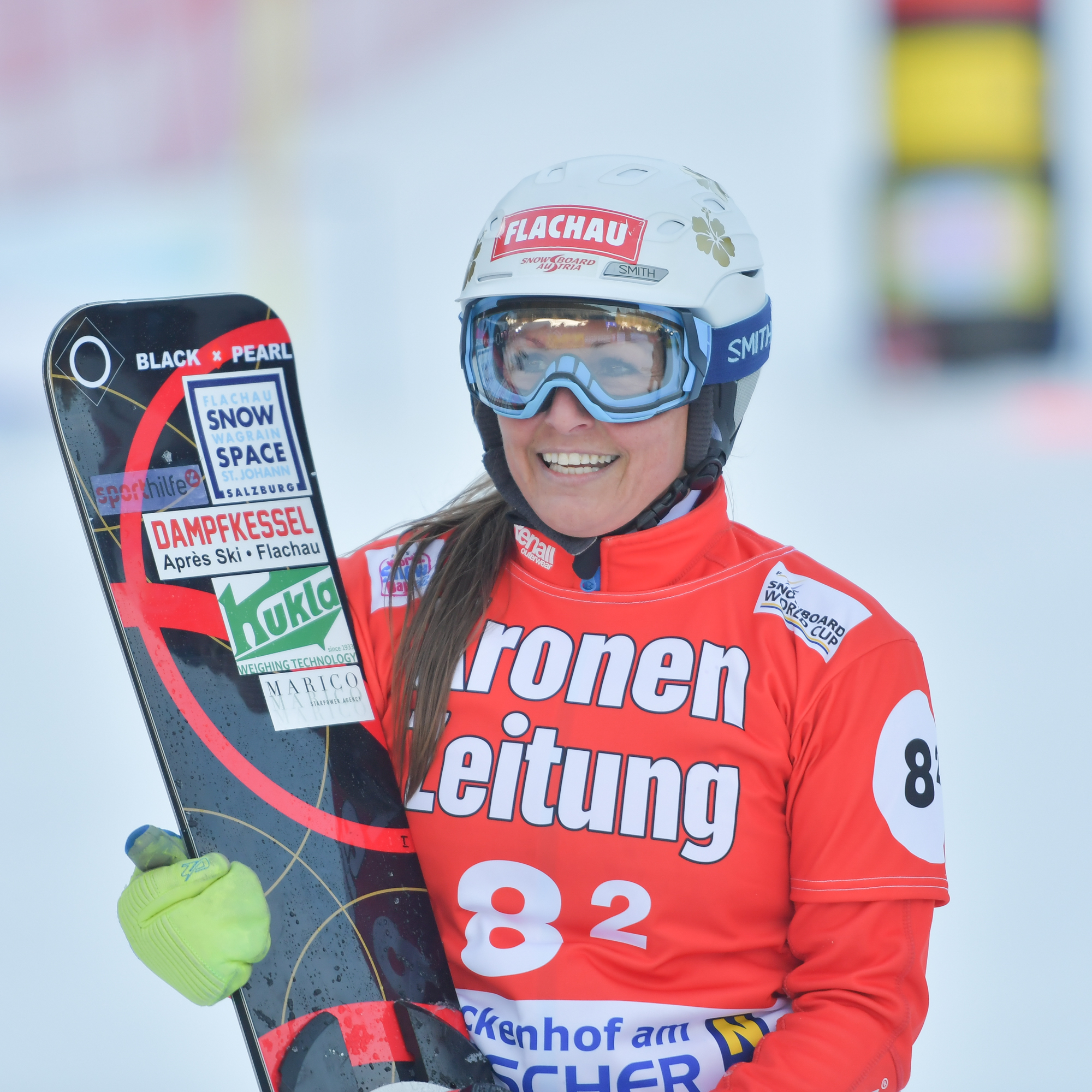
Claudia Riegler beim Weltcup in Lackenhof 2018

Ein Jahr später bei den Olympischen Winterspielen 2010 in Vancouver belegte Riegler im Parallelriesenslalom den siebenten Platz. In der Folge landete sie nur selten außerhalb der Top-10-Ränge im Weltcup. Ihren bis dahin größten Erfolg feierte sie bei der Snowboard-Weltmeisterschaft 2011 in La Molina, wo sie Silber im Parallelriesenslalom und Bronze im Parallelslalom gewann. Auch bei den Österreichischen Meisterschaften 2011 gewann Riegler erstmals nach Jahren wieder eine Medaille und holte Silber im Parallelriesenslalom.
Auch in der Saison 2011/12 und der Saison 2012/13 konnte sie ihre Leistungen trotz des fortgeschrittenen Alters konstant halten. Lediglich bei der Snowboard-Weltmeisterschaft 2013 musste sie sich dem starken Teilnehmerfeld geschlagen geben und wurde nur Neunte im Parallelriesenslalom und 15. im Parallelslalom. Am Ende der Saison 2012/13 belegte Riegler in der Parallel- und Parallelriesenslalom-Gesamtwertung jeweils Rang acht. In der Parallelslalom-Gesamtwertung wurde sie Zwölfte. Mit dem österreichischen Team nahm sie an den Olympischen Winterspielen 2014 in Sotschi teil. 
Ihren allergrößten Erfolg feierte sie am 23. Jänner 2015 bei der Heim-WM durch den Gewinn der Goldmedaille beim Parallelriesenslalom der Snowboard-Weltmeisterschaft am Kreischberg im Lachtal im Alter von 41 Jahren. Am 7. März gewann sie den Parallel-Bewerb von Moskau.
Durch ihren ersten Weltcupsieg auf österreichischem Boden in Bad Gastein am 8. Jänner 2019 ist sie mit 45 Jahren die älteste Snowboard-Weltcupsiegerin aller Zeiten.
Für die Olympischen Winterspiele 2022 wurde sie vom ÖSV mangels COVID-19-Impfung nicht mehr für eine Nominierung berücksichtigt.
Claudia Riegler ist die Schwester von Manuela Riegler, die ebenfalls als Snowboarderin aktiv war.